# Christos Volikakis
Christos Volikakis (griechisch Χρήστος Βολικάκης, * 25. März 1988 in Volos) ist ein ehemaliger griechischer Bahnradsportler.

## Sportliche Laufbahn
Christos Volikakis ist einer der erfolgreichsten griechischen Bahnradsportler der 2000er Jahre; er ist auf die Kurzzeitdisziplinen spezialisiert. Bis 2016 errang er mindestens 29 nationale Titel in verschiedenen Altersklassen. 2004 wurde er erstmals Griechischer Meister im 500-Meter-Zeitfahren der Jugend. 2005 wurde er in Wien Junioren-Weltmeister im Keirin.
Volikakis gewann im Elitebereich bei den UCI-Bahn-Weltmeisterschaften 2008 in Manchester die Bronzemedaille im Keirin. Er startete bei den Olympischen Spielen in Peking, konnte sich jedoch nicht platzieren. Bei den UEC-Bahn-Europameisterschaften 2011 in Apeldoorn errang er die Silbermedaille im Keirin. Im Jahr darauf belegte er bei den Olympischen Spielen in London Platz neun im Keirin. Vier Jahre später, bei den Olympischen Spielen in Rio de Janeiro, wurde er im Keirin Zwölfter.
Anschließend wechselte Volikakis von den Kurzzeit- zu den Ausdauerdisziplinen. Schon wenige Wochen nach den Spielen in Rio errang er bei den Bahneuropameisterschaften die Silbermedaille im Ausscheidungsfahren. 2019 gewann er beim Lauf des Weltcups in Cambridge den Scratch-Wettbewerb und entschied am Saisonende die Weltcup-Gesamtwertung im Omnium für sich. Bei den Europaspielen 2019 gewann er Gold im Scratch und Punktefahren und errang Silber im Scratch bei den Europameisterschaften im Scratch. Am Ende der Saison 2019/20 gewann er die Gesamtwertungen in Omnium und Scratch.
2021 startete Volikakis bei den Olympischen Spielen in Tokio im Omnium, konnte den Wettbewerb aber nicht beenden. 
Im Juni 2025 wurde Volikakis für drei Jahre gesperrt, nachdem seine Proben von den Olympischen Spielen 2016 nachträglich positiv auf einen Selektiven Androgenrezeptor-Modulator (SARM) getestet worden war. Die Sperre läuft am 14. März 2027 ab, da er bereits für ein Jahr vorläufig gesperrt worden war.

## Familie
Sein jüngerer Bruder Zafeiris ist ebenfalls erfolgreich als Radsportler aktiv.

## Erfolge

### Bahn
2004
- Griechischer Jugend-Meister – 500-Meter-Zeitfahren

2005
- Junioren-Weltmeister – Keirin
- Junioren-Europameisterschaft – Keirin
- Griechischer Jugend-Meister – Sprint, Teamsprint (mit Vasileios Galanis und Alexandros Floros), Mannschaftsverfolgung (mit Vasileios Galanis, Alexandros Floros und Athanassios Evdokiou)

2006
- Junioren-Weltmeisterschaft – Teamsprint (mit Zafeiris Volikakis und Alexandros Floros)
- Junioren-Europameisterschaft – Teamsprint (mit Zafeiris Volikakis und Vasileios Reppas)
- Griechischer Junioren-Meister – 100-Meter-Zeitfahren, Teamsprint (mit Zafeiris Volikakis und Nikolaos Dimotakis)

2007
- Griechischer Meister – Keirin, Teamsprint (mit Zafeiris Volikakis und Vasileios Galanis)

2008
- Weltmeisterschaft – Keirin

2009
- Griechischer Meister – Keirin, 1000-Meter-Zeitfahren

2010
- Griechischer Meister – Keirin, 1000-Meter-Zeitfahren, Teamsprint (mit Zafeiris Volikakis und Ioannis-Stergios Faliakakis)

2011
- Bahnrad-Weltcup in Astana – Keirin
- Europameisterschaft – Keirin
- Griechischer Meister – Keirin, Sprint, 1000-Meter-Zeitfahren, Teamsprint (mit Georgios Bouglas und Zafeiris Volikakis), Mannschaftsverfolgung (mit Apostolos Bouglas, Alexandros Papaderos und Stavros Papadimitrakis)

2012
- Europameisterschaft – Sprint
- Griechischer Meister – Keirin, 1000-Meter-Zeitfahren

2014
- Griechischer Meister – Sprint, Keirin, 1000-Meter-Zeitfahren

2015
- Griechischer Meister – Sprint, Keirin

2016
- Europameisterschaft – Ausscheidungsfahren

2017
- Griechischer Meister – Omnium

2018
- Griechischer Meister – Omnium, Scratch, Punktefahren, Zweier-Mannschaftsfahren (mit Zafeiris Volikakis), Mannschaftsverfolgung (mit Zafeiris Volikakis, Theocharis Tsiantos und Alexandros Evdokimidis)

2019
- Weltcup in Cambridge – Scratch
- Bahnrad-Weltcup 2018/19 – Gesamtwertung Omnium
- Griechischer Meister – Omnium, Punktefahren, Scratch, Zweier-Mannschaftsfahren (mit Zafeiris Volikakis), Mannschaftsverfolgung (mit Zafeiris Volikakis, Orestis Raptis und Ilias Tountas)
- Europaspielesieger – Scratch, Punktefahren
- Europameisterschaft – Scratch
- Bahnrad-Weltcup 2019/20 – Gesamtwertung Omnium und Scratch

2020
- Griechischer Meister – Verfolgung, Scratch, Punktefahren, Omnium, Zweier-Mannschaftsfahren (mit Zafeiris Volikakis), Mannschaftsverfolgung (mit Antonios Spanopoulos, Zisis Soulios und Orestis Raptis)

2021
- Griechischer Meister – Teamsprint (mit Sotirios Bretas und Ilias Tountas), Mannschaftsverfolgung (mit Charalampos Kastrantas, Zisis Soulios und Aimilianos Kassidis)

2022
- Griechischer Meister – Ausscheidungsfahren, Zweier-Mannschaftsfahren (mit Zafeiris Volikakis), Mannschaftsverfolgung (mit Zafeiris Volikakis, Miltiades Charovas und Panagiotis Paraskevopoulos)

2023
- Griechischer Meister – Zweier-Mannschaftsfahren (mit Ioannis Kyriakidis), Teamsprint (mit Christos Tserentzoulias und Theocharis Tsiantos), Mannschaftsverfolgung (mit Dimitrios Katsimpouras, Martinos Moutsios und Theocharis Tsiantos)

### Straße
2004
- Griechischer Jugend-Meister – Straßenrennen

2005
- Griechischer Jugend-Meister – Mannschaftszeitfahren (mit Athanassios Evdokiou, Vasileios Galanis und Alexandros Floros)

## Teams
- 2017 SKC Tufo Prostějov